# Убийство Лейси Петерсон

Лейси Петерсон

Уби́йство Ле́йси Пе́терсон было совершено в декабре 2002 года в Калифорнии, США, и получило масштабное освещение в национальных СМИ. Жертва убийства Лейси Дениз Петерсон (урожд. Роча; 4 мая 1975 — 24 декабря 2002) на момент исчезновения находилась на восьмом месяце беременности и ожидала своего первенца. По сообщениям очевидцев, последний раз её видели живой 24 декабря 2002 года.
Её муж, Скотт Петерсон, позже был осуждён за причинение смерти своей супруге и их нерождённому сыну Коннеру как за убийство первой и второй степени соответственно. В качестве мотива убийства обвинение назвало роман Петерсона с другой женщиной, финансовые проблемы и грядущее отцовство. Прокуроры предположили, что он убил Лейси из-за растущих долгов и желания снова стать холостым.
После вынесения приговора Петерсон отбывал наказание в федеральной тюрьме Сан-Квентин. Изначально его приговорили к смертной казни, но в итоге смертный приговор был отменён 24 августа 2020 года. 8 декабря 2021 года был сформулирован его окончательный приговор — пожизненное заключение без права на условно-досрочное освобождение.

## Предыстория

### Лейси Роча
Лейси Дениз Роча родилась 4 мая 1975 года в Модесто в семье Шэрон и Денниса Роберта Роча. Её родители познакомились в средней школе, у них была своя молочная ферма к западу от Эскалона, Калифорния. Шэрон назвала Лейси в честь красивой девушки, которую она встретила в старшей школе. У Лейси был старший брат Брент (1971 г. р.). Лейси с детства работала на ферме, а также с удовольствием занималась садоводством вместе со своей матерью. Увлечение растениями определило её дальнейшую жизнь. Шэрон и Деннис развелись, когда Лейси и её брат Брент были ещё маленькими. Шэрон с детьми переехали в Модесто, по выходным Лейси и Брент ходили на молочную ферму. В конце концов Шэрон вышла замуж за Рона Грантски, который помогал воспитывать Лейси и Брента. На тот момент Лейси было два года. В школе Лейси была чирлидером. После окончания средней школы Томаса Дауни она поступила в Калифорнийский политехнический государственный университет, где выбрала специальность декоративного садоводства.

### Скотт Петерсон

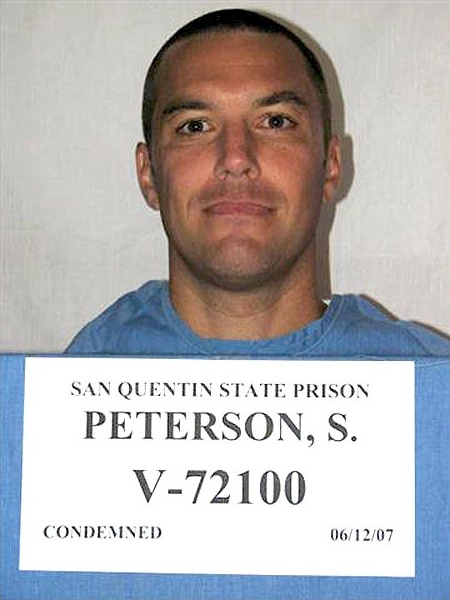
Скотт Петерсон (12 июня 2007)

Скотт Ли Петерсон родился 24 октября 1972 года в Сан-Диего, Калифорния, в семье Ли Артура Петерсона и Жаклин «Джеки» Хелен Лэтэм. Его родители занимались бизнесом: у отца была контейнерная компания, а матери принадлежал бутик The Put On в Ла-Холье. У пары было шестеро детей от предыдущих отношений, а Скотт был их единственным совместным ребёнком. В детстве Петерсон жил в комнате со своим старшим единокровным братом Джоном. В раннем возрасте Петерсон начал играть в гольф вместе с отцом. К 14 годам он уже мог обыграть своего отца. Какое-то время он мечтал стать профессиональным гольфистом, в средней школе Университета Сан-Диего он играл в команде по гольфу вместе с Филом Микельсоном. К концу средней школы Петерсон был одним из лучших юных гольфистов Сан-Диего.
В 1990 году Петерсон и Микельсон поступили в Университет штата Аризона. Петерсон как перспективный гольфист получал частичную оплату обучения. Микельсон впоследствии стал успешным профессиональным гольфистом. Отец Петерсона позже свидетельствовал, что значительная конкуренция в университете со стороны Микельсона негативно сказалась на его сыне. Чип Коуч, отец Криса Коуча (также гольфист из Университета Аризоны), сказал в интервью Sun-Sentinel, что он поспособствовал исключению Петерсона из команды по гольфу. Коуч заявил, что Петерсон часто спаивал Криса. Поскольку Крис был одним из самых перспективных гольфистов в штате, Чип не хотел, чтобы Петерсон угрожал будущему его сына. Он пожаловался тренеру по гольфу, который выгнал Петерсона из команды. Петерсон перешёл в колледж Куэста в Сан-Луис-Обиспо, а затем в Калифорнийский политехнический государственный университет. Изначально он планировал заняться международным бизнесом, но сменил специализацию на аграрный бизнес. Преподаватели называли Петерсона образцовым студентом. Преподаватель агробизнеса Джим Ахерн заявил: «Я бы не возражал, если бы у меня в классе были одни Скотты Петерсоны».

### Знакомство и жизнь в браке
Во время учёбы в политехе Лейси иногда навещала подругу, которая работала в ресторане Pacific Café в Морро-Бэй. Там в середине 1994 года она встретила Скотта Петерсона, коллегу своей подруги. Лейси сделала первый шаг, отправив Скотту свой номер телефона, и сразу после встречи с ним сказала матери, что встретила человека, за которого выйдет замуж. Позже Скотт позвонил Лейси, и они начали встречаться. В качестве первого свидания они поехали на глубоководную рыбалку, во время которой у Лейси началась морская болезнь. По мере того, как отношения Лейси со Скоттом становились всё более серьёзными, он оставил свои мечты о профессиональном гольфе, чтобы сосредоточиться на бизнесе. Пара встречалась два года, и в конце концов они стали жить вместе.
Пока Скотт проходил последний год обучения, Лейси устроилась на работу в соседний Прюндейл. Прокуроры заявили, что примерно в это время Скотт впервые изменил Лейси, но они не раскрыли подробностей этих отношений. 9 августа 1997 года пара поженилась на курорте Sycamore Mineral Springs Resort в долине Авила округа Сан-Луис-Обиспо. В июне 1998 года Петерсон получил степень бакалавра сельскохозяйственных наук. После окончания учёбы Петерсоны открыли спорт-бар в Сан-Луис-Обиспо под названием The Shack. Los Angeles Times писала, что родители Петерсона одолжили ему денег на открытие заведения; но в интервью San Francisco Chronicle его родители категорически это отрицали, они считали, что это была бы плохая инвестиция. Когда пара не смогла найти специалиста для установки вентиляционного оборудования в баре, Петерсон сам прошёл необходимый курс в Лос-Анджелесе и установил его самостоятельно. Изначально бизнес развивался слабо, но в конечном итоге число посетителей увеличилось, особенно по выходным. Петерсоны выставили The Shack на продажу, после чего переехали в Модесто, родной город Лейси, там они планировали создать семью. В октябре 2000 года они приобрели бунгало с тремя спальнями и двумя ванными комнатами за 177 000 долларов, он находился на Ковена-авеню в престижном районе недалеко от парка Ист-Ла-Лома. В апреле 2001 года они продали The Shack.
Лейси устроилась на полставки учительницей, а Скотт пошёл на работу в Tradecorp USA (недавно основанное дочернее предприятие европейской компании по производству удобрений), где имел оклад в 5000 долларов в месяц. Родные Лейси, включая её мать и младшую сестру, рассказывали, что она пыталась быть хорошей домохозяйкой, наслаждаясь готовкой и развлечениями. В 2002 году она и её родные с радостью приняли новость о её беременности. Лейси должна была родить 10 февраля 2003 года. Пара планировала назвать своего сына Коннером. В ноябре 2002 года, когда Лейси была на седьмом месяце беременности, друг Скотта познакомил его с массажисткой из Фресно по имени Эмбер Фрей. Позже Фрей сказала, что Скотт представлялся ей холостым, и у них начались романтические отношения. В последний раз родители Скотта видели Лейси во время трёхдневных выходных, которые они провели вместе в Кармел-бай-те-Си, за неделю до Рождества 2002 года.

## Исчезновение
23 декабря 2002 года в 17:45 Лейси и Скотт отправились в салон, где работала сводная сестра Лейси, Эми Роча. Эми каждый месяц стригла Скотта. Скотт сказал, что в тот же день планировал поиграть в гольф на поле поблизости. Прокуроры утверждали, якобы Скотт также говорил другим людям, что будет играть в гольф в канун Рождества. Лейси говорила с матерью по телефону около 20:30 того же вечера. Помимо Скотта, последними людьми, которые разговаривали с Лейси перед её исчезновением, были её сестра Эми и мать Шэрон.
Позже Скотт сообщил полиции, что в последний раз видел свою жену 24 декабря около 9:30 утра, когда уезжал на рыбалку в гавань Беркли. Он сказал, что Лейси смотрела кулинарное телешоу, она собиралась помыть пол, испечь печенье и выгулять собаку в ближайшем парке. На момент исчезновения Лейси, её беременность длилась 7,5 месяцев. Позже утром того же дня соседка Петерсонов Карен Сервас заявила, что около 10:30 утра она увидела собаку Петерсонов — золотистого ретривера по имени Маккензи. Он находился один возле дома, и соседка отвела его на задний двор Петерсонов. Другой сосед по имени Майк Чиаветта сказал, что видел Маккензи около 10:45, когда играл в мяч со своей собакой. Газета The Modesto Bee также сообщила о некой соседке, которая видела собаку с грязным поводком, бродившую по соседству. Та соседка отвела собаку во двор Петерсонов, не заметив ничего подозрительного. Скотт сказал, что вернулся домой в тот же день и обнаружил, что дома никого нет. Скотт сказал матери Лейси, что нашёл Маккензи на их заднем дворе. Автомобиль Лейси — Land Rover Discovery SE 1996 года — стоял на подъездной дорожке. Скотт принял душ и постирал одежду, потому что, по его словам, промок на рыбалке.

### Сообщение об исчезновении и начало расследования
По версии ABC News, Скотт первым сообщил полиции, что Лейси пропала из их дома в Модесто. Однако New York Post сообщила следующее: к 17:15 Лейси так и не вернулась домой, Петерсон позвонил своей теще, а через полчаса отчим Лейси, Рон Грантски, позвонил в полицию. The Modesto Bee также приписывает первый звонок в полицию Грантски. Полиция прибыла в дом Петерсонов и начала осмотр, к вечеру в шкафу была найдена её сумочка с ключами, бумажником и солнечными очками. На следующий вечер обеденный стол был тщательно сервирован для семейного ужина. Один детектив нашёл на кухонном столе телефонный справочник, в котором на всю страницу была напечатана реклама услуг адвоката. Сообщается, что Скотт был совершенно спокоен.

Детективы полиции Модесто Джон Бюлер и Аллен Броккини, ведущие следователи по делу, допросили Скотта Петерсона в тот же вечер. Хотя Скотт сначала сказал, что провёл весь день за игрой в гольф, позже он сообщил полиции, что отправился ловить осетров в гавани Беркли. В 14:15 он оставил сообщение для Лейси: «Привет, красавица. Сейчас 2:15. Я уезжаю из Беркли». Скотт заявил, что он рыбачил примерно в 150 км от дома пары в Модесто. Детективы немедленно начали обыск, но поведение Скотта Петерсона удивило их. Они обнаружили, что он «совершенно спокоен», в противовес бурной реакции остальных членов семьи. Брончини счёл беспечное поведение Петерсона подозрительным, он назвал его «странным сочетанием вежливости и высокомерия, разочарованно отстранённого и нетерпеливо-раздражительного. Он просто не походил на человека, который был подавлен или даже очень обеспокоен исчезновением и возможной смертью его жены». В 2017 году Бюлер сказал в интервью ABC News: 
Я подозревал Скотта, когда впервые встретил его. Это не значит, что он это сделал, но меня немного смутило его спокойное, хладнокровное поведение и отсутствие вопросов … он не спрашивал: «Вы перезвоните мне? Можно мне одну вашу визитку? Что вы, ребята, сейчас делаете?»

### Поиски
На следующий день после исчезновения Лейси полиция Модесто и пожарные провели масштабный поиск вдоль ручья Драй-Крик. В поисковой операции были задействованы вертолёты с прожекторами, полицейские на лошадях и велосипедах, кинологи и водно-спасательные отряды. В поисках были задействованы в общей сложности 30 полицейских, а также близкие Лейси и волонтёры, которые разослали листовки, чтобы привлечь внимание к её исчезновению. На пресс-конференции детектив Ал Броккини сказал, что полиция не поверила, якобы Лейси решила уехать, не предупредив семью, — она так никогда не делала. Первоначальные и последующие поиски организовали ближайшие родственники и друзья Лейси. В первые два дня в поисках Лейси приняли участие до 900 человек — до того, как поисками занялись компетентные службы и полиция. В конце концов, эта история вызвала интерес СМИ по всей стране.
Было предложено вознаграждение в размере 25000 долларов, которое позже было увеличено до 250000 долларов и, наконец, до 500000 долларов — за любую информацию, которая помогла бы вернуть Лейси. Распространялись плакаты, синие и жёлтые ленты, а также листовки. Муж одной из её подруг запустил веб-сайт LaciPeterson.com. Друзья, семья и волонтёры создали командный центр в соседнем отеле Red Lion, он должен был документировать события и распространять информацию. Более 1500 добровольцев вызвались распространять информацию и помогать в её поисках.

### Поведение Петерсона
Несостыковки в заявлениях Петерсона привели к тому, что полиция почти сразу начала сомневаться в его словах. Однако в течение первых нескольких часов после заявления о пропаже человека полицейские не считали это дело подозрительным. В первое время родственники Петерсона защищали его и называли их с Лейси идеальной парой, общественное мнение о Петерсоне не было негативным. По мере того как полиция продолжала расследование, Петерсон стал вызывать всё больше подозрений.
17 января 2003 года стало известно, что Петерсон дважды изменял Лейси ещё до романа с Эмбер Фрей.
Эмбер Фрей дала показания полиции по поводу Петерсона. В общении с ней он отрицал, что находился в отношениях. Она рассказала детективам, что познакомилась с Петерсоном 20 ноября, и он изначально сказал ей, что не женат. Однако после того, как они начали встречаться, она заподозрила ложь с его стороны, и 9 декабря сказала ему об этом. Фрей заявила Броккини: «Он сказал, что потерял жену, это будет его первый отпуск без жены».
Фрей позволила детективам записывать её последующие телефонные разговоры с Петерсоном в надежде заставить его признаться. Во время судебного разбирательства звучали аудиозаписи телефонных разговоров пары, демонстрировались их стенограммы. Согласно записям, через несколько дней после пропажи Лейси, Петерсон сказал Фрей, что направляется в Париж отмечать праздники со своими новыми товарищами Паскуалем и Франсуа. На самом деле, он сделал один из этих телефонных звонков из Модесто за несколько минут до участия в новогодней вигилии на смерть Лейси.
На пресс-конференции 24 января 2003 года семья Роча публично осудила Петерсона, узнав о его романе с Фрей, в частности, они увидели совместные фотографии Петерсона и Фрей. Через месяц после исчезновения Лейси её брат, Брент Роча, заявил на пресс-конференции, что 16 января 2003 года Петерсон в телефонном разговоре признался ему, что в то время у него был роман с женщиной из Фресно. Однако Петерсон больше не общался с семьёй Роча. Позже родные Лейси высказали возмущение тем фактом, что Петерсон сказал Фрей, якобы он «потерял жену» 9 декабря 2002 года, за 14 дней до её исчезновения, и что он проведёт своё первое Рождество без неё. Позже полиция предположила, что на тот момент Петерсон уже решил убить Лейси. По мнению Шэрон Роча, это было вполне возможно.

## Обнаружение тел
13 апреля 2003 года пара, гулявшая с собакой, нашла разлагающееся, но хорошо сохранившееся тело плода мужского пола в болотистой местности на берегу залива Сан-Франциско в парке Ричмондс-Пойнт-Изабель, к северу от Беркли. Его пуповина выглядела разорванной, а не перерезанной или пережатой, как это делают после родов. Хотя судья засекретил результаты вскрытия, анонимный источник сообщил Associated Press, что вокруг шеи плода была обнаружена петля нейлоновой ленты, а на теле плода был значительный порез.
Через день прохожий обнаружил тело женщины в бежевых штанах и бюстгальтере для беременных. Оно было выброшено на восточный скалистый берег залива, в полутора километрах от места, где было найдено тело ребёнка. Труп был разложен до такой степени, что в нём почти невозможно было распознать человеческое тело. Женщина была обезглавлена, у неё отсутствовали конечности, в том числе большие части ног. 18 апреля 2003 года результаты тестов ДНК подтвердили, что это были тела Лейси и её нерождённого сына, которого хотели назвать Коннером.
Вскрытие обоих тел провёл судебный патолог доктор Брайан Петерсон. Кожа Коннера вообще не разложилась, хотя правая сторона его тела была изуродована. В заметке ABC News от 24 апреля говорилось, что его пуповина не была удалена, а в San Francisco Chronicle сообщалось, что она выглядела скорее разорванной, а не перерезанной или зажатой, как обычно делают после родов. Однако позднее 30 мая ABC News сообщило, что, согласно результатам вскрытия, плацента и пуповина не были обнаружены вместе с телом.
Точная дата и причина смерти Лейси так и не были определены. Шейка её матки не была повреждена. У неё были сломаны два ребра, но доктор Петерсон не смог определить, произошло ли это до или после смерти. Верхняя часть брюшной полости Лейси была лишена внутренних органов, за исключением матки, которая сохранила плод от разложения. Доктор Петерсон пришёл к выводу, что плод умер в утробе матери, и определил, что он был изъят из разлагающегося тела Лейси. Однако при перекрёстном допросе в суде он признал, что не может определить, родился ли он живым, и когда это произошло. Доктор Петерсон также обнаружил меконий в кишечнике плода.
Обнаружение тел активизировало расследование, Броккини и Бюлер установили трекер на машину Петерсона. Зная, что он в то время находился в Сан-Диего, они опасались, что он сбежит через границу в Мексику. Броккини прокомментировал в 2017 году: «Я просто подумал: „Мы должны найти Скотта прямо сейчас. Он сказал мне, что был там, и вот где появляются тела?“ Я имею в виду, я считаю, что это было преднамеренно, он спланировал это … Сан-Диего был чертовски близко к мексиканской границе. Скотт довольно хорошо знал этот район. Там жили его родители. Вот где он жил. Так что ему не нужно было заходить на MapQuest, чтобы … найти дорогу в Тихуану».
ФБР и полицейское управление Модесто провели обыск дома Петерсона. ФБР также провело тест митохондриальной ДНК на волосах от плоскогубцев, найденных в рыбацкой лодке Петерсона. Это оказались те же волосы, как и те, что остались на расчёске Лейси. Полиция также обыскала пикап Петерсона, ящик для инструментов, склад и лодку. После ареста Петерсона полиция проводила дальнейшие обыски в заливе. Они пытались найти кустарные бетонные якоря, которые, по их мнению, удерживали тело Лейси под водой, но ничего не нашли.

## Арест
Петерсон был арестован 18 апреля 2003 года возле поля для гольфа La Jolla. Он сказал полиции, что планировал поиграть в гольф со своим отцом и братом. Он перекрасился в блондина (изначально у него были тёмно-каштановые волосы), а его Mercedes-Benz был заполнен разными вещами. В автомобиле нашли почти 15000 долларов наличными, 12 таблеток Виагры, спасательный жилет, походное снаряжение, несколько комплектов одежды, четыре сотовых телефона и водительские права его брата в дополнение к его собственным. Отец Петерсона объяснил, что накануне Скотт брал права своего брата, чтобы получить скидку на игру в гольф как житель Сан-Диего. Также он заявил, что Петерсон жил в своей машине из-за чрезмерного внимания СМИ. Однако полиция заподозрила, что эти предметы указывали на планы Петерсона бежать в Мексику, с чем позже согласились обвинители.
21 апреля 2003 года Петерсон предстал перед Верховным судом округа Станисло (судья Нэнси Эшли). Ему было предъявлено обвинение по двум пунктам в умышленном убийстве с особыми обстоятельствами: убийство первой и второй степени за смерти Лейси и Коннера соответственно. Он не признал себя виновным и был помещён в изолятор.

## Суд
До предъявления обвинения Петерсона представлял Кирк Макаллистер, опытный адвокат по уголовным делам из Модесто. К делу также был привлечён государственный защитник Кент Фолкнер. Позже Петерсон отказался от государственной защиты и нанял частного адвоката Марка Герагоса, который уже защищал клиентов в громких уголовных делах. 20 января 2004 году судья перенесла место судебного рассмотрения с Модесто в Редвуд-Сити, поскольку в Модесто был риск самосуда над Петерсоном.
Суд над Петерсоном начался 1 июня 2004 года, и за ним пристально следили представители СМИ. Ведущим обвинителем был Рик Дистасо, защиту Петерсона обеспечивал Герагос. Во вступительных заявлениях Герагос утверждал, что Петерсон был «подлецом» (обманывал Лейси), но не убийцей.
Свидетель обвинения Фрей наняла в качестве адвоката Глорию Оллред. Оллред не была связана судебным запретом на публичные комментарии дела, который суд наложил на участников процесса. Хотя Оллред утверждала, что её клиент не имела чёткого мнения, виновен ли Петерсон, адвокат открыто поддерживала обвинение. Во время судебного процесса она часто участвовала в новостных телепрограммах.
Прокуратура утверждала, что Петерсон сделал бетонные якоря, которые должны были удержать тело его жены на дне залива Сан-Франциско. Однако в ходе поисков ничего не было найдено, хотя гидролокатор мог определять местонахождение даже мелких объектов на морском дне. Защита указывала, что расследование было проведено не достаточно тщательно. Детектив полиции Модесто Майк Хермос признал, что не проверял алиби проститутки, которая вытащила чеки из почтового ящика Петерсона. Но Хермос указал, что эта женщина никогда не была подозреваемой, и прокурор Дэйв Харрис отметил, что чеки были украдены после исчезновения Лейси, это исключает причастность женщины к её исчезновению. Сотрудник полиции по работе с общественностью сказал, что в деле нет аудиозаписи допроса Петерсона, потому что в магнитофоне не было батареек. Другие детективы были вызваны для дачи показаний касательно поисков улик.
Адвокаты Петерсона основывали свои аргументы на отсутствии прямых доказательств и преуменьшали значение косвенных доказательств. Они предположили, что останки плода принадлежали доношенному ребёнку. По их предположению, кто-то похитил Лейси, держал её в неволе до тех пор, пока она не родила, а затем сбросил оба тела в залив. Медицинские эксперты обвинения утверждали, что ребёнок был недоношенным и умер одновременно с его матерью.
В начале судебного процесса присяжный Фрэнсис Горман был отстранён и заменён из-за совершения проступка. Старшина коллегии присяжных и адвокат Грегори Джексон позже во время заседаний присяжных заявил самоотвод, скорее всего, потому, что другие присяжные хотели заменить старшину. Герагос сообщил журналистам, что Джексон стал получать угрозы, когда попросил исключить его из состава присяжных. Джексона на посту старшины сменил заместитель.

### Доказательства
Единственным идентифицированным вещественным доказательством были образцы волос. Волосы на плоскогубцах, найденных в лодке Петерсона, по итогам сравнения ДНК, оказались идентичными с волосами из расчёски Лейси.
В ходе судебного процесса обвинение указало на тот факт, что Петерсон изменил свою внешность и приобрёл автомобиль на имя матери, чтобы его не узнали представители прессы. Он добавил два порнографических канала в свой пакет кабельной сети всего через несколько дней после исчезновения жены. Обвинение заявило, якобы он знал, что Лейси не вернётся домой. Петерсон планировал продать дом, в котором он жил с Лейси, и обменял её Land Rover на пикап Dodge.
В качестве свидетеля обвинения выступил Рик Ченг, гидролог Геологической службы США и эксперт по приливам в заливе Сан-Франциско. Во время перекрёстного допроса Ченг признал, что результаты его работы были «вероятными, но не точными». Приливные системы достаточно хаотичны, и он не смог разработать точную карту захоронения и перемещения тел. В ходе судебного разбирательства обвинение начало обсуждать роман Петерсона с Фрей и содержание их тайно записанных телефонных разговоров.
Чарльз Марч, специалист по репродуктивной эндокринологии, должен был стать важным свидетелем защиты. Согласно San Francisco Chronicle, он мог единолично оправдать Петерсона, если бы показал, что плод Лейси умер на неделю позже, чем считала прокуратура. В ходе перекрёстного допроса, Марч признал, что основывал свои выводы на утверждении одной из подруг Лейси, якобы 9 июня 2002 года она сделала дома тест на беременность. Прокуратура указала, что на 9 июня не приходилось никаких медицинских записей. Марч разволновался и растерялся, стоя за трибуной, и попросил прокурора «быть с ним по-легче», это подорвало доверие к нему. Подводя итоги выступления ключевого свидетеля защиты, Стэн Голдман, профессор уголовного права юридической школы Лойолы в Лос-Анджелесе, сказал, намекая на халатность эксперта: «Сегодня были моменты, которые напомнили мне Чернобыль». Согласно одной из газетных статей о показаниях Марча, «под конец его показаний в четверг юридические аналитики и присяжные закрыли свои записные книжки, закатили глаза и хихикнули, когда им показалось, что никто не смотрит».

### Вердикт присяжных и приговор
12 ноября 2004 года присяжные признали Петерсона виновным по двум пунктам обвинения в убийстве: убийство первой степени с особыми обстоятельствами — за смерть Лейси, и убийство второй степени — за смерть нерождённого сына. Этап выбора наказания начался 30 ноября и завершился 13 декабря, когда присяжные вынесли смертный приговор. 16 марта судья Альфред А. Делукки последовал вердикту присяжных, приговорив Петерсона к смертной казни путём смертельной инъекции, также суд предписал ему заплатить 10000 долларов в счёт покрытия расходов на похороны Лейси. Суд назвал убийство Лейси «жестоким, равнодушным, бессердечным и бездушным».
В более поздних выступлениях в прессе присяжные заявили, что, по их мнению, на вину Петерсона указывало его поведение — особенно отсутствие эмоций и звонки Фрей сразу после исчезновения Лейси. Присяжный Грег Бератлис и двое других членов коллегии заявили, что они основывали свой вердикт на «сотнях маленьких „кусочков головоломки“ из косвенных улик, которые были обнаружены в ходе судебного разбирательства, от местонахождения тела Лейси Петерсон до бессчётной лжи её мужа, сказанной после её исчезновения».
21 октября 2005 года судья постановил, что доходы от страховки жизни Лейси на сумму 250000 долларов, которую заключили в пользу Петерсона, пойдут матери Лейси. 31 октября 2007 года это решение оставил в силе Пятый окружной апелляционный суд Калифорнии.
Петерсон прибыл в тюрьму Сан-Квентин рано утром в среду, 17 марта 2005 года. Сообщалось, что он не спал прошлой ночью, так как был слишком «возбуждён». Он присоединился к 700 другим заключённым в единственной камере смертников Калифорнии.
В сентябре 2006 года бывший конгрессмен Уильям Э. Даннемейер направил письмо Генеральному прокурору Калифорнии и другим официальным лицам, в котором утверждалось, что Лейси Петерсон убили последователи сатанинского культа, а не Петерсон.

## Апелляция и отмена смертного приговора

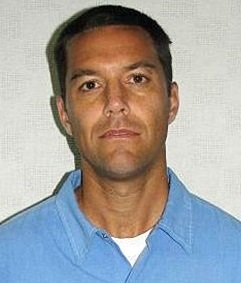
Скотт Петерсон (2011)

6 июля 2012 года адвокат Петерсона, Клифф Гарднер, подал 423-страничную апелляцию на приговор Петерсона, заявив, что широкая огласка судебного процесса, неверное толкование доказательств и другие ошибки нарушили право Петерсона на справедливый суд. 26 января 2015 года генеральная прокуратура штата представила свой ответ. В июле 2015 года защита представила возражение на ответ штата, в котором утверждалось, что служебная собака, которая уловила запах Лейси в порту Беркли, провалила две трети тестов с аналогичными условиями.
В ноябре 2015 года защита подала ходатайство habeas corpus, утверждая, что одна из присяжных солгала в своих заявлениях, и есть доказательства того, что соседи видели Лейси живой после того, как Скотт вышел из дома. 10 августа 2017 года генеральный прокурор штата ответил на апелляцию, представив 150-страничный документ, в котором указал, что апелляционная жалоба игнорировала «неопровержимые доказательства» того, что Петерсон убил Лейси. Первый заместитель генерального прокурора Донна Провенцано заявила, что хронология преступления была установлена соседкой, которая увидела на улице золотистого ретривера Петерсонов, Маккензи, с волочившимся поводком. Провенцано также указала: «Предполагаемых наблюдений за Лейси было много», отметив, что о ней поступило 74 сообщения из 26 штатов и из-за границы, большинство из которых, как она заявила, не были правдоподобными.
В августе 2018 года защита представила ответ. В кратком изложении было шесть утверждений адвоката Марка Герагоса о «неудовлетворительной работе»: отказ от вызова экспертов по развитию плода, обонянию собак, движению тел в воде; заявления о том, что ему не удавалось вызвать свидетелей; о неспособности должным образом рассмотреть доказательства кражи чеков Петерсона.
В марте 2019 года губернатор Калифорнии Гэвин Ньюсом ввёл мораторий, который касался всех приговорённых к смертной казни в Калифорнии, включая Петерсона. Приказ откладывал все казни на время пребывания Ньюсома на посту губернатора. Из-за юридических проблем с протоколом казни штата в Калифорнии не проводили смертные казни с 2006 года. Приказ Ньюсома фактически сохранил жизни примерно 25 заключенных, приговорённых к смертной казни, которые исчерпали все средства обжалования приговора. Семья Петерсона заявила, что они поддерживают действия Ньюсома, но отметили, что это, скорее всего, не повлияет на его дело. Семья не верила, что Петерсон сможет успешно оспорить приговор, даже если Ньюсом будет переизбран в 2022 году, и мораторий продлится.
2 июня 2020 года Верховный суд Калифорнии заслушал аргументы по апелляции Скотта Петерсона. Защита утверждала, что некоторые присяжные были неправомерно отстранены; что судья ненадлежащим образом допустил двух присяжных заседателей на лодку Петерсона; что судья допустил ошибку, настаивая на присутствии обвинения во время осмотра лодки защитой; и что нужно было удовлетворить ходатайство о переносе судебного заседания в другой округ. По последнему пункту защита указала, что результаты анкетирования присяжных выявили, якобы ещё до начала судебного разбирательства почти половина присяжных заседателей пришла к выводу, что Петерсон виновен. Обвинение возражало и считало, что Верховный суд Калифорнии должен отменить приговор только в том случае, если обнаружит факт неправомерного отстранения присяжных. Прокуроры считали, что «не было „достоверных утверждений“ о том, что любой из 12 присяжных, решивших судьбу Петерсона, был несправедлив или предвзят».
24 августа 2020 года Верховный суд Калифорнии единогласным решением подтвердил виновность Петерсона, но отменил его смертный приговор. Причиной послужило то, что судья Альфред Делукки (скончался 26 февраля 2008 года) распустил присяжных, которые выступали против смертной казни, не спросив их, могут ли они изменить своё мнение. Судья Леондра Крюгер пояснила, что в соответствии с постановлениями Верховного суда, с 1968 года «присяжным не могут быть отстранены просто за возражения против смертной казни, а только за взгляды, которые не позволяют им справедливо рассматривать вопрос о назначении этого наказания в соответствии с их присягой. В этом смысл гарантии беспристрастных присяжных.» Прокуроры первоначально заявили, что они будут требовать смены наказания, но впоследствии в июне 2021 года отказались от этой идеи.
22 сентября 2021 года судья Верховного суда Калифорнии Анн-Кристин Массулло огласила новый приговор Петерсона: пожизненное заключение без права на условно-досрочное освобождение. В следующем месяце Массулло назначила финальное слушание по этому делу на 8 декабря. 8 декабря Массулло окончательно приговорила Петерсона к пожизненному заключению без права на УДО за убийство Лейси первой степени и параллельно приговорила к 15 годам заключения за убийство Коннера второй степени.

## Последствия и память
Смерть Лейси и Коннера Петерсонов стала толчком к принятию Закона о нерождённых жертвах насилия, который также известен как закон Лейси и Коннера. 1 апреля 2004 года Шэрон Роча и её муж Рон Грантски присутствовали в Белом доме, когда президент Джордж Буш подписал закон. Закон предусматривает, что любое лицо, которое причинило смерть или телесные повреждения ещё не родившемуся ребенку в ходе совершения преступления против беременной женщины, будет обвинено за отдельное преступление.
В январе 2006 года Шэрон написала книгу «Для Лейси: материнская история любви, потерь и справедливости» (англ. For Laci: A Mother's Story of Love, Loss, and Justice) — биография и мемуары о жизни и смерти Лейси. Все вырученные средства пошли на финансирование Фонда поиска и спасения Лейси и Коннера, который она же и основала. 29 января и 5 февраля 2006 года книга занимала первое место в списке бестселлеров документальной литературы New York Times.
Отчим Лейси, Рон Грантски, скончался во сне в своём доме в Модесто 8 апреля 2018 года в возрасте 71 года после длительных проблем со здоровьем. Он был похоронен рядом с Лейси и Коннером. Отец Лейси, Деннис Роча, умер 9 декабря 2018 года в возрасте 72 лет.
Об убийстве был снят ряд документальных программ и криминальных хроник, в том числе эпизод программы True Crime with Aphrodite Jones на Investigation Discovery, документальные фильмы от ABC и A&E, эпизоды телесериала «48 часов» и программы 20/20.